# Жовта стріла
«Жовта стріла» (рос. Жёлтая стрела) — повість Віктора Пелевіна, написана у 1993 році. Публікувалася у складі різних збірок творів автора.

## Сюжет
Головний герой на ім'я Андрій подорожує у поїзді, який без зупинки рухається до зруйнованого мосту. Переходячи з вагону у вагон, він спілкується з різними людьми і усвідомлює нікчемну суєтність життя, що зосереджене навколо матеріальних цінностей, а також намагається знайти відповідь на питання, як цю буттєву суть подолати. Результатом його міркувань стає метафізична втеча з поїзду — весь потяг і люди, що в ньому знаходяться, раптово завмирають, Андрію вдається викрасти у провідника ключі і відкрити двері тамбура. Таким чином йому відкрилось спасіння від обтяжливої буденної реальності.